# Dlouhá cesta (kniha)
Dlouhá cesta (The Long Walk) je román Sławomira Rawicze, který vyšel poprvé v Londýně roku 1956. Děj se odehrává v období druhé světové války a hrdina zde popisuje své zážitky, když byl jako důstojník polské armády zajat Sověty při okupaci Polska v roce 1939 a následně po brutálních výsleších odsouzen k 25 letům nucených prací. S dalšími tisíci vězni byl dopraven na Sibiř a od Transsibiřské magistrály museli dojít až do Jakutské oblasti, kde se nacházel jejich gulag. Sławomir si tam našel přátele a společně naplánovali útěk. Po pečlivých přípravách se v příhodném období úspěšně vytratili z tábora a zamířili na jih. Cesta je stála mnoho utrpení a držela je jen touha po svobodě a vize nového života. Prošli kolem jezera Bajkal, překročili Transsibiřskou magistrálu a prošli poušť Gobi a Himálaj. V březnu 1942 se čtyřem ze sedmi podařilo dojít do Indie, kde se o ně postarali Britové.
Tato kniha se stala předlohou amerického filmu Útěk ze Sibiře (The Way Back, 2010, režie Peter Weir, scénář Peter Weir a Kenneth Clarke).